# Liste der Naturdenkmäler im Bezirk Hartberg-Fürstenfeld
Die Liste der Naturdenkmäler im Bezirk Hartberg-Fürstenfeld listet die als Naturdenkmal ausgewiesenen Objekte im Bezirk Hartberg-Fürstenfeld im Bundesland Steiermark auf. Bei den Naturdenkmälern handelt es sich ausschließlich um Bäume oder Baumgruppen. Unter den Naturdenkmälern befinden sich vor allem heimische Baumarten.

## Naturdenkmäler
Die Vorsortierung der Tabelle ist alphabetisch nach Gemeindenamen und KG.
| Foto |                 | Name                                        | ID     | Standort                                                                                                   | Beschreibung | Fläche  | Datum      |
| ---- | --------------- | ------------------------------------------- | ------ | --- | --- | ------- | ---------- |
| 1    | Datei hochladen | Stieleiche (Quercus robur)                  | 527    | Bad Blumau, Bierbaum an der Safen 44 KG: Bierbaum GrStNr: 225/2 Standort                                   | → Hauptartikel : 1000-jährige Eiche Bad Blumau f1                                                                   | 705 m²  | 23.01.1979 |
| 1    | Datei hochladen | Birnbaum (Pyrus communis)                   | 548    | Bad Loipersdorf KG: Loipersdorf GrStNr: 772/7 Standort                                                     | | 52 m²   | 27.03.1979 |
| 1    | Datei hochladen | Sommerlinde (Tilia platyphyllos)            | 530    | Burgau, Hauptplatz 6 KG: Burgau GrStNr: 2185/13 Standort                                                   | | 192 m²  | 01.12.2006 |
| 1    | Datei hochladen | Stieleiche (Quercus robur)                  | 715    | Dechantskirchen, Stögersbach 67 KG: Dechantskirchen Standort                                               | | 550 m²  | 29.05.2006 |
| 1    | Datei hochladen | Rotbuche (Fagus sylvatica)                  | 689    | Dechantskirchen, Bergen 1, nordwestlich KG: Hohenau Standort                                               | | 31 m²   | 12.03.1990 |
| 1    | Datei hochladen | Rotbuche (Fagus sylvatica)                  | 700    | Dechantskirchen, Bergen 1, nordwestlich KG: Hohenau Standort                                               | | 28 m²   | 12.03.1990 |
| 1    | Datei hochladen | Rotbuche (Fagus sylvatica)                  | 701    | Dechantskirchen, Bergen 1 KG: Hohenau Standort                                                             | | 29 m²   | 12.03.1990 |
| 1    | Datei hochladen | Winterlinde (Tilia cordata)                 | 546    | Fürstenfeld, Aschbach 43, westlich KG: Aschbach GrStNr: 865/3 Standort                                     | | 182 m²  | 01.12.2006 |
| 1    | Datei hochladen | Stieleiche (Quercus robur)                  | 531    | Fürstenfeld KG: Fürstenfeld GrStNr: 1491/11 Standort                                                       | | 614 m²  | 15.02.1979 |
| 1    | Datei hochladen | Stieleiche (Quercus robur)                  | 561    | Fürstenfeld KG: Fürstenfeld GrStNr: 1432 Standort                                                          | | 66 m²   | 29.11.1993 |
| 1    | Datei hochladen | Stieleiche (Quercus robur)                  | 562    | Fürstenfeld KG: Fürstenfeld GrStNr: 1432 Standort                                                          | | 92 m²   | 29.11.1993 |
| 1    | Datei hochladen | Stieleiche (Quercus robur)                  | 563    | Fürstenfeld KG: Fürstenfeld GrStNr: 1432 Standort                                                          | | 93 m²   | 29.11.1993 |
| 1    | Datei hochladen | Winterlinde (Tilia cordata)                 | 560    | Fürstenfeld, Übersbach 66 KG: Übersbach GrStNr: 809/3 Standort                                             | | 345 m²  | 01.12.2006 |
| 1    | Datei hochladen | Geweihbaum (Gymnocladus dioicus)            | 1530   | Fürstenfeld, Übersbach 66 KG: Übersbach GrStNr: 809/3 Standort                                             | | 424 m²  | 20.08.2008 |
| 1    | Datei hochladen | Bergulme (Ulmus glabra)                     | 246333 | Grafendorf bei Hartberg, Pongrazenweg 24a KG: Stambach GrStNr: 173 Standort                                | | 109 m²  | 28.07.2015 |
| 1    | Datei hochladen | Roteiche (Quercus rubra)                    | 690    | Hartberg, Ring 26, südwestlich KG: Ring Standort                                                           | | 141 m²  | 03.01.1986 |
| 1    | Datei hochladen | Winterlinde (Tilia cordata)                 | 679    | Hartberg, Ring 196, östlich KG: Ring Standort                                                              | | 344 m²  | 22.05.1981 |
| 1    | Datei hochladen | Stieleiche (Quercus robur)                  | 538    | Ilz, Leithen 8, südwestlich KG: Leithen GrStNr: 2 Standort                                                 | | 520 m²  | 22.02.1979 |
| 1    | Datei hochladen | Stieleiche (Quercus robur)                  | 551    | Ilz KG: Leithen GrStNr: 321 Standort                                                                       | | 296 m²  | 01.12.2006 |
| 1    | Datei hochladen | Winterlinde                                 | 540    | Ilz, Reigersberg 44 KG: Reigersberg GrStNr: 91/3 Standort                                                  | | 200 m²  | 20.04.1979 |
| 1    | Datei hochladen | Weißdornbaum (Crataegus monogyna)           | 717    | Lafnitz, Lafnitz 228 KG: Lafnitz Standort                                                                  | | 83 m²   | 01.10.1992 |
| 1    | Datei hochladen | Stieleiche (Quercus robur)                  | 686    | Lafnitz, Lafnitz 63 KG: Lafnitz Standort                                                                   | | 284 m²  | 29.05.2006 |
| 1    | Datei hochladen | Magnolienbaum (Magnolia sp.)                | 1375   | Neudau, Hauptstraße 61 KG: Neudau GrStNr: 462/2 Standort                                                   | | 79 m²   | 09.07.2002 |
| 1    | Datei hochladen | Eichen am Damm der Neudauer Teiche          | 1541   | Neudau KG: Neudau Standort                                                                                 | | 0,12 ha | 14.12.2009 |
| 1    | Datei hochladen | Sommerlinde (Tilia platyphyllos)            | 714    | Pinggau, Schaueregg 16 KG: Schaueregg Standort                                                             | | 194 m²  | 09.03.2006 |
| 1    | Datei hochladen | Sommerlinde (Tilia platyphyllos)            | 713    | Pinggau, Steirisch-Tauchen 59 KG: Wiesenhöf GrStNr: 47/8 Standort                                          | Diese Linde hatte 2015 einen Umfang von 5,40 m (in Brusthöhe gemessen).                                             | 284 m²  | 03.02.1992 |
| 1    | Datei hochladen | Winterlinde (Tilia cordata)                 | 677    | Pöllau, Köppelreith 18 KG: Köppelreith GrStNr: 305/1 Standort                                              | | 232 m²  | 22.05.1981 |
| 1    | Datei hochladen | Rotbuche (Fagus sylvatica)                  | 668    | Pöllau KG: Köppelreith GrStNr: 223 Standort                                                                | Alte Solitärbuche.                                                                                                  | 364 m²  | 22.05.1981 |
| 1    | Datei hochladen | Winterlinde (Tilia cordata)                 | 658    | Pöllau, Aupark 539, nordwestlich KG: Pöllau GrStNr: 90/1 Standort                                          | | 98 m²   | 30.04.1980 |
| 1    | Datei hochladen | Sommerlinde (Tilia platyphyllos)            | 667    | Pöllau, Winkl-Boden 14 KG: Winkl GrStNr: 2/1 Standort                                                      | | 648 m²  | 10.12.2007 |
| 1    | Datei hochladen | Stieleiche (Quercus robur)                  | 1383   | Rohr bei Hartberg KG: Unterrohr GrStNr: 1032 Standort                                                      | | 245 m²  | 10.04.2003 |
| 1    | Datei hochladen | Sommerlinde (Tilia platyphyllos)            | 675    | Sankt Jakob im Walde, Kirchenviertel 26, östlich KG: Kirchenviertel GrStNr: 47 Standort                    | | 448 m²  | 25.02.1981 |
| 1    | Datei hochladen | Traubeneiche                                | 1574   | Sankt Jakob im Walde, Kirchenviertel KG: Kirchenviertel GrStNr: 2/1 Standort                               | | 56 m²   | 17.10.2014 |
| 1    | Datei hochladen | Winterlinde (Tilia cordata)                 | 685    | Sankt Johann in der Haide, St. Johann in der Haide 39 KG: St. Johann in der Haide GrStNr: 1500/11 Standort | | 211 m²  | 08.03.1982 |
| 1    | Datei hochladen | Winterlinde                                 | 248941 | Sankt Johann in der Haide KG: Unterlungitz Standort                                                        | | 140 m²  | 12.02.2016 |
| 1    | Datei hochladen | Schwarzerle                                 | 256527 | Sankt Johann in der Haide KG: Unterlungitz Standort                                                        | | 100 m²  | 15.05.2019 |
| 1    | Datei hochladen | Winterlinde (Tilia cordata), Kernstocklinde | 710    | Sankt Lorenzen am Wechsel, Festenburg 1, nördlich KG: Köppel GrStNr: 1008/2 Standort                       | | 246 m²  | 23.09.1991 |
| 1    | Datei hochladen | Lindengruppe (Tilia cordata)                | 682    | Schäffern, Spital 2 KG: Anger Standort                                                                     | | 346 m²  | 29.05.2006 |
| 1    | Datei hochladen | Sommerlinde (Tilia platyphyllos)            | 659    | Schäffern, Götzendorf 3, westlich KG: Götzendorf GrStNr: 857/1 Standort                                    | Diese außergewöhnliche Linde bei der Dorfkapelle Götzendorf hatte 2016 einen Umfang von 7 m in 150 cm Höhe gemessen | 422 m²  | 02.07.1981 |
| 1    | Datei hochladen | Sommerlinde (Tilia platyphyllos)            | 688    | Vorau, Puchegg 66 KG: Puchegg GrStNr: 537/2 Standort                                                       | Diese beeindruckende Linde hatte 2015 einen Umfang von 5,50 m (in Brusthöhe gemessen).                              | 307 m²  | 20.09.1982 |
| 1    | Datei hochladen | 2 Sommerlinden (Tilia platyphyllos)         | 732    | Vorau, Schachen bei Vorau 60 KG: Schachen GrStNr: .96 Standort                                             | | 404 m²  | 02.09.2008 |
| 1    | Datei hochladen | 6 Winterlinden (Tilia cordata)              | 716    | Vorau, Vornholz 23 KG: Vornholz GrStNr: 115 Standort                                                       | | 394 m²  | 30.09.1992 |
| 1    | Datei hochladen | Stieleiche (Quercus robur)                  | 728    | Waldbach-Mönichwald, Schmiedviertel 40 KG: Schmiedviertl Standort                                          | | 406 m²  | 11.01.1994 |
| 1    | Datei hochladen | Zwei Feldulmen (Ulmus carpinifolia)         | 709    | Wenigzell, Kandlbauer 57 KG: Kandlbauer GrStNr: 378/3 Standort                                             | | 171 m²  | 23.10.1990 |
| 1    | Datei hochladen | Bergahorn (Acer pseudoplatanus)             | 707    | Wenigzell, Kandlbauer 30, westlich KG: Kandlbauer GrStNr: 404 Standort                                     | Schöner Bergahorn mit einem Umfang von 5,10 m (2015, in Brusthöhe gemessen).                                        | 220 m²  | 23.10.1990 |
| 1    | Datei hochladen | 2 Winterlinden (Tilia cordata)              | 733    | Wenigzell, Sommersgut 40 KG: Sommersgut GrStNr: 158 Standort                                               | Die Linden hatten 2015 einen Umfang von 2,90 m bzw. 3,60 m (in Brusthöhe gemessen).                                 | 374 m²  | 24.08.1995 |
| 1    | Datei hochladen | Winterlinde (Tilia cordata)                 | 735    | Wenigzell, Pittermann 34 KG: Pittermannviertl GrStNr: 110 Standort                                         | | 49 m²   | 07.11.1995 |
| 1    | Datei hochladen | Esche                                       | 259274 | Pöllauberg KG: Oberneuberg GrStNr: 372/1 Standort                                                          | | 30 m²   | 16.10.2019 |
| 1    | Datei hochladen | Esche                                       | 259277 | Pöllauberg KG: Oberneuberg GrStNr: 372/1 Standort                                                          | | 50 m²   | 16.10.2019 |
| 1    | Datei hochladen | Winterlinde (Tilia Cordata)                 | 259271 | Pöllau KG: Winkl GrStNr: 336 Standort                                                                      | | 440 m²  | 13.08.2019 |
| 1    | Datei hochladen | Winterlinde (Tilia Cordata)                 | 256507 | Wenigzell KG: Sommersgut GrStNr: 182/2 Standort                                                            | | 250 m²  | 13.02.2019 |
| 1    | Datei hochladen | Winterlinde (Tilia Cordata)                 | 256511 | Wenigzell KG: Sommersgut GrStNr: 182/2 Standort                                                            | | 140 m²  | 14.02.2019 |
| 1    | Datei hochladen | Eiche                                       | 259280 | Pöllau KG: Winzendorf GrStNr: 702 696 Standort                                                             | | 380 m²  | 24.10.2019 |
| 1    | Datei hochladen | Stieleiche (Quercus robur)                  | 259268 | Neudau KG: Neudau GrStNr: 282 Standort                                                                     | | 520 m²  | 09.08.2019 |
| 1    | Datei hochladen | Sommerlinde (Tilia platyphyllos)            | 262494 | Sankt Jakob im Walde KG: Kirchenviertl GrStNr: 23/2 Standort                                               | | 173 m²  | 22.09.2020 |
| 1    | Datei hochladen | Sommerlinde (Tilia platyphyllos)            | 262489 | Sankt Jakob im Walde KG: Kirchenviertl GrStNr: 25 Standort                                                 | | 52 m²   | 22.09.2020 |
| 1    | Datei hochladen | Winterlinde                                 | 267104 | Vorau KG: Puchegg GrStNr: 320 Standort                                                                     | | 180 m²  | 27.12.2021 |
| 1    | Datei hochladen | Winterlinde (Tilia cordata)                 | 267556 | Hartberg KG: Habersdorf GrStNr: 423/1 Standort                                                             | | 0,1 ha  | 01.08.2022 |
| 1    | Datei hochladen | Rotbuche (Fagus sylvatica)                  | 267565 | Schäffern KG: Anger GrStNr: 53/3, 56/5 Standort                                                            | | 407 m²  | 26.09.2022 |
| 1    | Datei hochladen | Rotbuche (Fagus sylvatica)                  | 267570 | Schäffern KG: Schäffern GrStNr: 790 Standort                                                               | | 349 m²  | 18.11.2022 |
| 0 BW | Datei hochladen | Rotbuche (Fagus sylvatica)                  | 268457 | Schäffern KG: Anger GrStNr: 50/1 Standort                                                                  | | 16 m²   | 30.01.2025 |
| 1    | Datei hochladen | Stieleiche (Quercus robur)                  | 267738 | Pöllauberg KG: Zeil-Pöllau GrStNr: 1049/5 Standort                                                         | | 346 m²  | 03.09.2023 |
| 1    | Datei hochladen | 4 Rotbuchen (Fagus sylvatica)               | 267562 | Pöllauberg KG: Oberneuberg GrStNr: 12 Standort                                                             | Anmerkung: Koordinaten des größten Baumes.                                                                          | 475 m²  | 08.11.2022 |
| 1    | Datei hochladen | Schwarzpappel                               | 267654 | Feistritztal KG: Kaibing GrStNr: 758/1; 445/2 Standort                                                     | | 58 m²   | 24.01.2023 |
| 1    | Datei hochladen | Eiche                                       | 267659 | Rohrbach an der Lafnitz KG: Rohrbach-Schlag GrStNr: 1065 Standort                                          | | 59 m²   | 28.02.2023 |
| 1    | Datei hochladen | Stieleiche (Quercus robur)                  | 267332 | Stubenberg KG: Stubenberg GrStNr: 42 Standort                                                              | | 576 m²  | 28.12.2023 |
| 1    | Datei hochladen | Eiche                                       | 268325 | Hartberg Umgebung KG: Flattendorf GrStNr: 329 Standort                                                     | | 786 m²  | 28.11.2023 |
| 1    | Datei hochladen | Eiche                                       | 268328 | Hartberg Umgebung KG: Flattendorf GrStNr: 573/1 Standort                                                   | | 583 m²  | 28.11.2023 |
| 1    | Datei hochladen | Stieleiche (Quercus robur)                  | 268400 | Ottendorf an der Rittschein KG: Walkersdorf GrStNr: 1532 Standort                                          | | 501 m²  | 01.08.2023 |
| 0 BW | Datei hochladen | Stieleiche (Quercus robur)                  | 268445 | Grafendorf bei Hartberg KG: Grafendorf GrStNr: 571/2 Standort                                              | | 118 m²  | 20.01.2025 |
| 1    | Datei hochladen | Stieleiche (Quercus robur)                  | 268448 | Pöllau KG: Pöllau GrStNr: 412/1 Standort                                                                   | | 213 m²  | 20.01.2025 |
| 1    | Datei hochladen | Edelkastanie (Castanea sativa)              | 268451 | Pöllau KG: Pöllau GrStNr: 412/1 Standort                                                                   | | 119 m²  | 20.01.2025 |

## Ehemalige Naturdenkmäler
| Foto |                 | Name                           | ID   | Standort                                                                     | Beschreibung                                                           | Fläche | Datum      |
| ---- | --------------- | ------------------------------ | ---- | ---------------------------------------------------------------------------- | ---------------------------------------------------------------------- | ------ | ---------- |
| 1    | Datei hochladen | Winterlinde (Tilia cordata)    | 528  | Bad Blumau, Loimeth 23 KG: Loimeth Standort                                  |                                                                        | 54 m²  | 18.02.2008 |
| 1    | Datei hochladen | Winterlinde (Tilia cordata)    | 545  | Fürstenfeld, Aschbach 115, südlich KG: Aschbach GrStNr: 1045 Standort        | ehemalige Winterlinde                                                  | 29 m²  | 01.12.2006 |
| 1    | Datei hochladen | Winterlinden (Tilia cordata)   | 1529 | Fürstenfeld, Übersbach 66 KG: Übersbach GrStNr: 809/3 Standort               |                                                                        | 415 m² | 20.08.2008 |
| 1    | Datei hochladen | Winterlinde (Tilia cordata)    | 533  | Großwilfersdorf, Radersdorf 41, nördlich KG: Radersdorf GrStNr: 4/2 Standort |                                                                        | 369 m² | 01.12.2006 |
| 1    | Datei hochladen | Edelkastanie (Castanea sativa) | 1546 | Hartberg, Ring 26, südlich KG: Ring GrStNr: 306/2 Standort                   |                                                                        | 57 m²  | 05.05.2010 |
| 1    | Datei hochladen | Traubeneiche (Quercus petraea) | 539  | Ilz, Leithen 30 KG: Leithen GrStNr: 18/1 Standort                            |                                                                        | 302 m² | 22.02.1979 |
| 1    | Datei hochladen | Winterlinde (Tilia cordata)    | 706  | Pöllauberg, Oberneuberg 42 KG: Oberneuberg GrStNr: 132 Standort              | Diese Linde hatte 2016 einen Umfang von 6,4 m in 150 cm Höhe gemessen. | 484 m² | 29.10.1990 |

| Foto:                    | Fotografie des Naturdenkmals. Klicken des Fotos erzeugt eine vergrößerte Ansicht. Daneben finden sich zwei Symbole: \| Weitere Bilder vorhanden \| Das Symbol bedeutet, dass weitere Fotos des Objekts verfügbar sind. Durch Klicken des Symbols werden sie angezeigt. \| \| Eigenes Foto hochladen \| Durch Klicken des Symbols können weitere Fotos des Objekts in das Medienarchiv Wikimedia Commons hochgeladen werden. \| |
| Name:                    | Bezeichnung des Naturdenkmals laut offiziellen Quellen |
| ID                       | Identifikator |
| Standort:                | Es ist die Gemeinde und falls vorhanden die Adresse angegeben. Darunter sind die Katastralgemeinde (KG) und die Grundstücksnummer angeführt. Durch Aufruf des Links Standort wird die Lage des Denkmals in verschiedenen Kartenprojekten angezeigt. |
| Beschreibung             | Kurze Beschreibung des Naturdenkmals |
| Fläche                   | Fläche des Naturdenkmals in Hektar (ha) |
| Datum                    | Datum oder Jahr der Unterschutzstellung |
| Weitere Bilder vorhanden | Das Symbol bedeutet, dass weitere Fotos des Objekts verfügbar sind. Durch Klicken des Symbols werden sie angezeigt. |
| Eigenes Foto hochladen   | Durch Klicken des Symbols können weitere Fotos des Objekts in das Medienarchiv Wikimedia Commons hochgeladen werden. |